# Gnaphosa cyrenaica
Gnaphosa cyrenaica är en spindelart som först beskrevs av Lodovico di Caporiacco 1949.  Gnaphosa cyrenaica ingår i släktet Gnaphosa och familjen plattbuksspindlar.
Artens utbredningsområde är Libya. Inga underarter finns listade i Catalogue of Life.